# Xã Washington, Quận Des Moines, Iowa
Xã Washington (tiếng Anh: Washington Township) là một xã thuộc quận Des Moines, tiểu bang Iowa, Hoa Kỳ. Năm 2010, dân số của xã này là 304 người.